# Clarus von Nantes

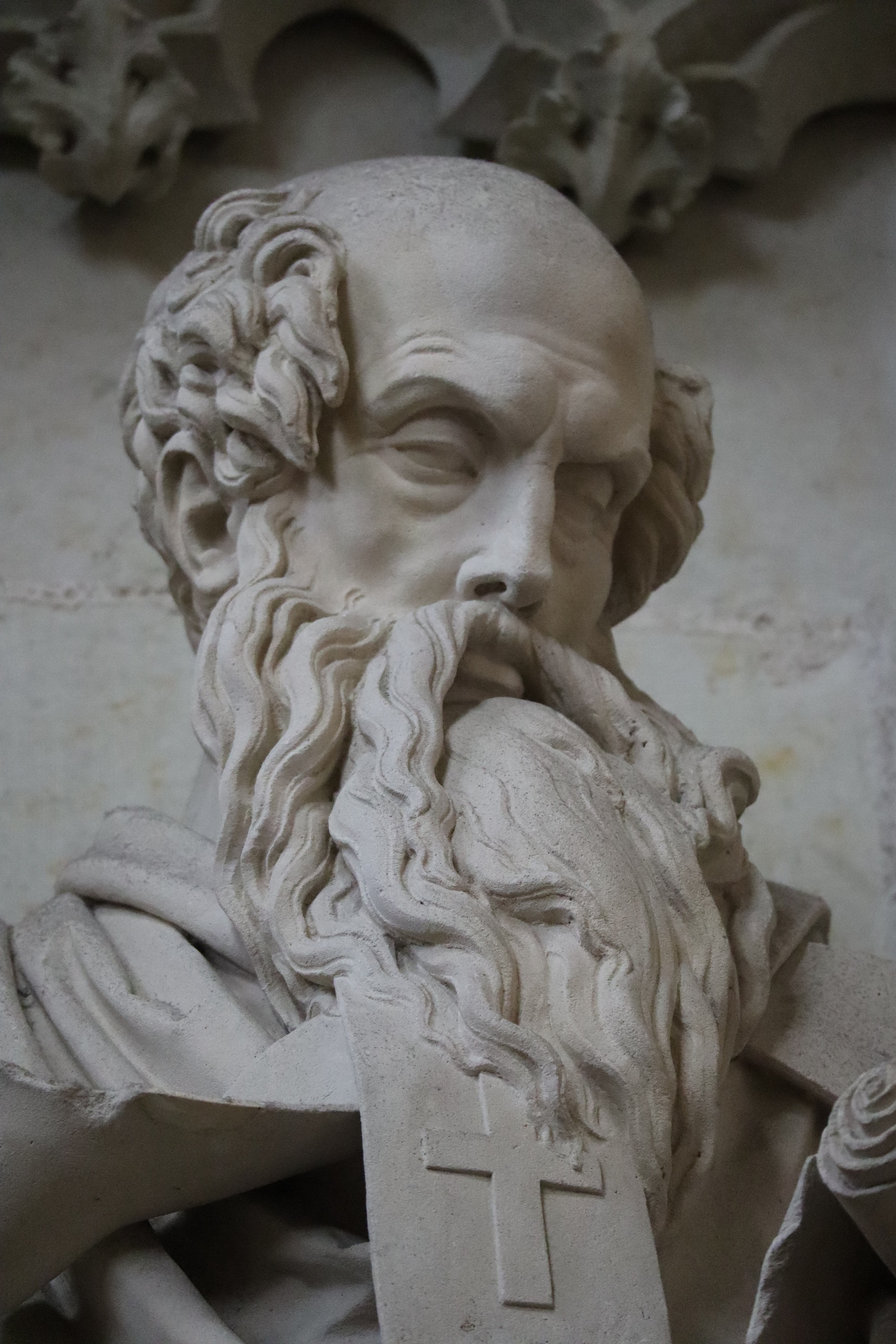
Statue des Hl. Clarus an der Kathedrale von Nantes

Gemäß der legendenhafte Züge tragenden Überlieferung war Clarus von Nantes (französisch Saint Claire, bretonisch Sant Klêr; † 96 oder 275 bzw. 309) der erste Bischof der im Mündungsbereich der Loire in den Atlantik liegenden Stadt Nantes im Südosten der Bretagne. Vom Volk wurde er als Heiliger verehrt; sein Gedenktag ist der 10. Oktober.

## Vita
Angeblich wurde Clarus noch von Petrus selbst oder aber von dessen Nachfolger Linus mit der Missionierung der Bretonen beauftragt, aber auch der Hl. Gatianus († 301), der erste Bischof von Tours, wird in diesem Zusammenhang genannt. Clarus soll einen Nagel vom Kreuz Petri mitgebracht haben.

## Kritik
Die historische Existenz oder aber die Rolle Clarus’ von Nantes wird von vielen angezweifelt. Der im 6. Jahrhundert lebende Bischof Felix von Nantes erwähnt in seiner Chronik nur Martin von Vertou als Missionar der Bretonen.

## Verehrung
Mehrere hundert Jahre nach seinem Tod wurden seine Reliquien im Jahr 878 in die Abtei Saint-Aubin d’Angers überführt (Reliquientranslation), doch der bretonische Ort Réguiny nimmt für sich in Anspruch, eine Kopfreliquie des Heiligen zu besitzen.

## Verwechslung
Mehrere französische Heilige tragen den Namen Clarus/Clair.